# 何氏守鰓蛇鰻
何氏守鰓蛇鰻（学名：Pylorobranchus hoi）也称何氏双鳍鳗，是蛇鳗科守鳃蛇鳗属的模式种。模式标本采集自台湾台东县。种小名取自台湾学者何宣庆的姓氏，以感谢其对台湾鱼类研究的贡献。

## 鉴别特征
全长（TL）568—676毫米。尾长为全长的52%—59%；背鳍起点位于躯干前部；奇鳍高起，胸鳍圆形，发达，长度为眼径的两倍；鳃孔前方内侧具有一小垂片状肉质突起；口裂达眼后缘下方；头部感觉孔发达，眶上孔1+3，眶下孔4+2，前鳃盖骨—下颌骨孔（POM）6+3，上颞骨孔（ST）3；齿圆锥形，发达，上下颌及犁骨齿单列；身体呈褐色，奇鳍白色，臀鳍膜后部黑色。脊椎骨形式30.3—62.7—182.3，总脊椎骨数182或183。